# Кханьхоа

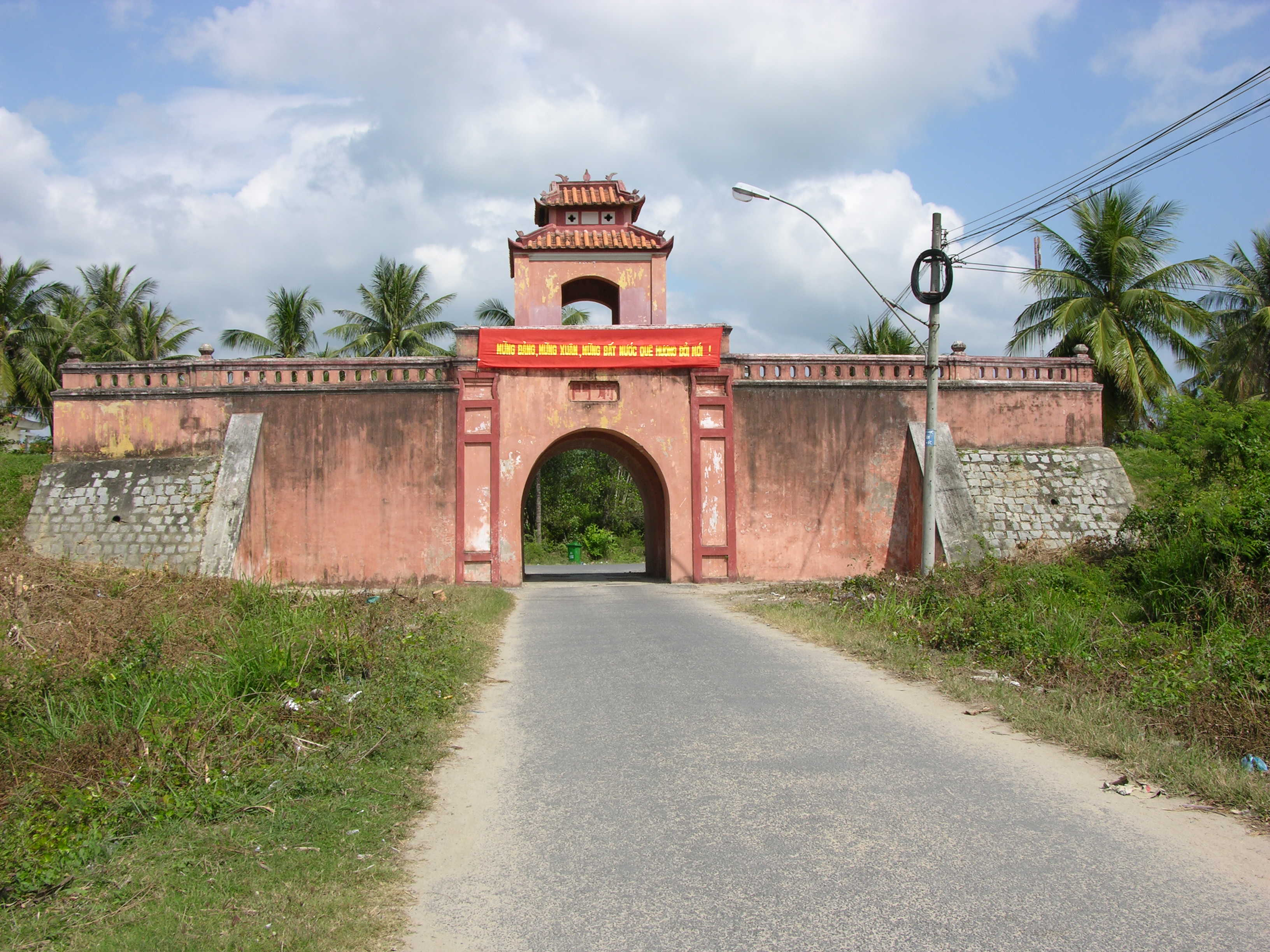
Фортеця Зьєнкхань (Diên Khánh) — столиця провінції до 1945 року. Головні ворота. Фото 2008 року.

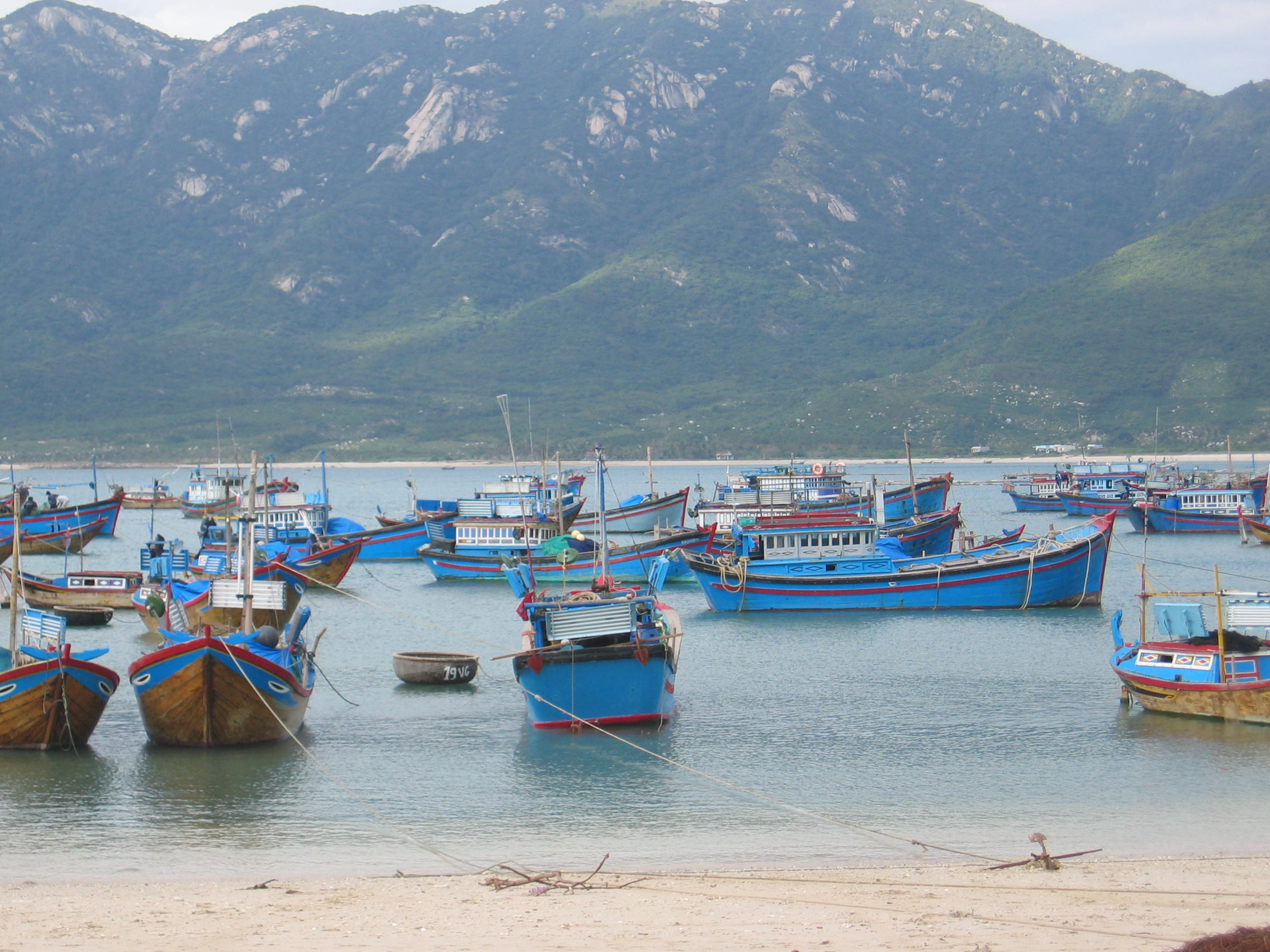
Рибальські човни у провінції Кханьхоа (поблизу Нячанга)

Кханьхоа (в'єт. Khánh Hòa) — провінція у південній частині центрального В'єтнаму. Провінція відома своїми курортами, історичними військовими базами, вишами і морськими науковими-дослідними інститутами.

## Адміністративний поділ
Кханьхоа поділяється на такі муніципалітети та повіти:
- Нячанг (місто, адміністративний центр)
- Камрань (місто)
- Камлам (Cam Lâm)
- Зьєнкхань (Diên Khánh)
- Кханьшон (Khánh Sơn)
- Кханьвінь (Khánh Vĩnh)
- Ніньхоа (Ninh Hòa)
- Архіпелаг Чионгша (острівний повіт Чионгша, в'єт. Trường Sa, входить до складу спірних островів Спратлі)[2]
- Ваннінь (Vạn Ninh)

## Населення
За переписом 2009 року населення провінції становило 1 157 604 особи, з них 571 632 (49,38 %) чоловіки і 585 972 (50,62 %) жінки, 696 088 (60,13 %) сільські жителі і 461 516 (39,87 %) жителі міст.
Національній склад населення (за даними перепису 2009 року): в'єтнамці 1 095 981 особа (94,68 %), раглай 45 915 осіб (3,97 %), кого 4 778 осіб (0,41 %), еде 3 396 осіб (0,29 %), хоа 3 034 особи (0,26 %), інші 4 500 осіб (0,39 %).

## Історія
Перші тями оселилися тут у 2-3 століттях. Територія входила до королівства Чампа. У 19 столітті їх остаточно поглинув Дайв'єт.
У 1832 році імператор Мінь Манг (Minh Mạng) назвав цю територію Кханьхоа і поділив на чотири райони: Phước Điền, Vĩnh Xương, Quảng Phước і Tân Định.
У часи Французького Індокитаю столиця провінції була перенесена у фортецю Зьєнкхань (Diên Khánh), і тільки у 1945 році вона повернулася до Нячангу.
29 жовтня 1977, після перемоги у війні з США, провінції Кханьхоа і Фуєн було об'єднано в одну і названо Фукхань (Phú Khánh). У 1977 році Нячанг отримав статус міста (великого). У 1982 році до провінції приєднали архіпелаг Trường Sa. 30 червня 1989 провінцію знову розділили на дві колишні, Кханьхоа і Фуєн.

## Туризм
Курортний розвиток провінція отримала ще при останньому імператорі Бао Даї, який побудував у Нячанге свій літній палац. Під час війни у В'єтнамі у 1965–1973 роках американці облаштували у Нячангу пляжі. Після закінчення війни курорти відновлювалися повільно, лише наприкінці 1990-х років почалося їх стрімке будівництво. Будівництво готелів, ресторанів та іншої інфраструктури продовжується і у 2010-х роках.
Аеропорт знаходиться на півострові Камрань, що за 30 км від Нячанга.
У провінції Кханьхоа жив найшанованіший у В'єтнамі вчений-бактеріолог Александр Єрсен. На місці його будинку, недалеко від місця поховання, створено музей (у повіті Зьєнкхань).
До інших туристичних пам'яток провінції відносяться водоспади Бахо і пляж доклет (обидва у повіті Ніньхоа), фортеця Зьєнкхань (повіт Зьєнкхань), острови і храми Нячанга.

## Військові бази
Під час війни у В'єтнамі у 1965–1973 роках у Нячангу був штаб сил спеціального призначення армії США (так званих «Зелених беретів»). На даний час у провінції знаходиться ряд військових баз армії В'єтнаму: авіабаза у Нячангу і військово-морська база у глибоководній затоці Камрань, місто Камрань (до 2001 року базу орендувала Росія).

## Спорт
- Футбольний клуб Кхатоко Кханьхоа виступає у вищій лізі країни.
- У грудні 2010 року владою країни було представлено проєкт побудови траси Формули-1 поблизу Нячанга. Вартість проєкту $150 млн[4]